# Карлос Бельвіс
Карлос Бельвіс (ісп. Carlos Bellvís, нар. 24 квітня 1985, Валенсія) — іспанський футболіст, лівий захисник.

## Ігрова кар'єра
Народився 24 квітня 1985 року у Валенсії. Вихованець юнацьких команд футбольного клубу «ЕМДА Алаквас», а з 2002 року — «Валенсії».
У дорослому футболі дебютував 2003 року виступами за третю команду «Валенсії», після чого протягом 2004—2005 років грав за другу команду «Валенсія Месталья».
2006 року був відданий в оренду до друголігового «Ельче», в якому був основним лівим захисником протягом двох сезонів. В сезоні 2008/09 дебютував в іграх елітної Ла-Ліги у складі «Нумансії», за яку відіграв сезон також на правах оренди.
Влітку 2009 року на правах повноцінного контракту перейшов до вищолігового «Тенерифе». За рік команда втратила місце в Ла-Лізі, а гравець ще один сезон відіграв за неї у другому дивізіоні. Згодом протягом двох з половиною сезонів грав за «Сельта Віго», а протягом першої половини 2014 року — за «Понферрадіну».
Влітку 2014 року уклав контракт з друголіговим «Алькорконом». Був основним виконавцем на лівому фланзі захисту цієї команди протягом наступних восьми років. За результатами сезону 2021/22 команда втратила місце в Сегунді, після чого досвідчений 37-річний гравець її залишив.